# Lista över närmaste exoplaneterna
Det finns 5 197 kända exoplaneter, eller planeter utanför solsystemet som kretsar runt en stjärna, den 1 oktober 2022; endast en liten bråkdel av dessa finns i närheten av solsystemet. Inom 10 parsecs (32,6 ljusår) finns det 97 exoplaneter listade som bekräftats av NASA Exoplanet Archive. Bland de över 500 kända stjärnorna och bruna dvärgarna inom 10 parsecs, runt 60 har bekräftats ha planetsystem; 51 stjärnor i detta område är synliga för blotta ögat, av vilka åtta har planetsystem.
Den första rapporten om en exoplanet inom detta område var 1998 för en planet som kretsade runt Gliese 876 (15,3 ljusår bort), och den senaste från 2022 är en runt EQ Pegasi A (20 ljusår). Den närmaste exoplaneten som hittats är Proxima Centauri b, som bekräftades 2016 att kretsa kring Proxima Centauri, den stjärna som ligger närmast solsystemet (4,25 ljusår). HD 219134 (21,6 ljusår) har sex exoplaneter, det högsta antalet upptäckta för någon stjärna inom detta område.
De flesta kända exoplaneter i närheten kretsar nära sina stjärnor. En majoritet är betydligt större än jorden, men ett fåtal har liknande massor, inklusive planeterna runt YZ Ceti, Gliese 367 och Proxima Centauri som kan vara mindre massiva än jorden. Flera bekräftade exoplaneter antas vara potentiellt beboeliga, med Proxima Centauri b och Gliese 667 Cc (23,6 ljusår) som anses vara bland de mest troliga kandidaterna. Internationella astronomiska unionen har tilldelat egna namn till några kända extrasolära objekt, inklusive närliggande exoplaneter, genom NameExoWorlds-projektet. Planeter som namngavs i evenemanget 2015 inkluderar planeterna runt Epsilon Eridani (10,5 ljusår) och Fomalhaut, medan planeter som kommer att namnges i evenemanget 2022 inkluderar de runt Gliese 436, Gliese 486 och Gliese 367.

## Exoplaneter inom 10 parsecs
| ° | Merkurius, Jorden och Jupiter                 |
| # | Bekräftad multiplanetsystem                   |
| ↑ | Exoplaneter som potentiellt kan vara beboliga |

| Stjärnsystem      | Stjärnsystem     | Stjärnsystem     | Stjärnsystem | Övriga exoplaneter i systemet (i ordning från stjärnan) | Övriga exoplaneter i systemet (i ordning från stjärnan) | Övriga exoplaneter i systemet (i ordning från stjärnan) | Övriga exoplaneter i systemet (i ordning från stjärnan) | Övriga exoplaneter i systemet (i ordning från stjärnan) | Övriga exoplaneter i systemet (i ordning från stjärnan) | Övriga exoplaneter i systemet (i ordning från stjärnan) | Övriga exoplaneter i systemet (i ordning från stjärnan) | Övriga exoplaneter i systemet (i ordning från stjärnan) | Noteringar               |  |
| ----------------- | ---------------- | ---------------- | ------------ | ------------------------------------------------------- | ------------------------------------------------------- | ------------------------------------------------------- | ------------------------------------------------------- | ------------------------------------------------------- | ------------------------------------------------------- | ------------------------------------------------------- | ------------------------------------------------------- | ------------------------------------------------------- | ------------------------ |  |
| Namn              | Distans i ljusår | Skenbar magnitud | Massa        | Beteckning                                              | Massa                                                   | Radie                                                   | Halva storaxeln (au)                                    | Siderisk omloppstid (dygn)                              | Excentricitet                                           | Banlutning (°)                                          | Upptäcktsmetod                                          | Upptäcktsår                                             | Noteringar               |  |
| Solen             | 0.000016         | −26.7            | 1            | Merkurius                                               | 0.055                                                   | 0.3829                                                  | 0.387                                                   | 88.0                                                    | 0.205                                                   | —                                                       | —                                                       | —                                                       | —                        |  |
| Solen             | 0.000016         | −26.7            | 1            | Jorden                                                  | 1                                                       | 1                                                       | 1                                                       | 365.3                                                   | 0.0167                                                  | —                                                       | —                                                       | —                                                       | —                        |  |
| Solen             | 0.000016         | −26.7            | 1            | Jupiter                                                 | 317.8                                                   | 10.973                                                  | 5.20                                                    | 4,333                                                   | 0.0488                                                  | —                                                       | —                                                       |                                                         | —                        |  |
| Proxima Centauri# | 4.2465           | 11.13            | 0.123        | d                                                       | >0.26                                                   | ~0.81?                                                  | 0.02885                                                 | 5.122                                                   | 0.04                                                    | —                                                       | Radialhastighet                                         | 2022                                                    | En tveksam kandidat(c)   |  |
| Proxima Centauri# | 4.2465           | 11.13            | 0.123        | b↑                                                      | >1.2                                                    | —                                                       | 0.0486                                                  | 11.2                                                    | 0.109                                                   | —                                                       | Radialhastighet                                         | 2016                                                    | En tveksam kandidat(c)   |  |
| Lalande 21185#    | 8.304            | 7.52             | 0.46         | b                                                       | >2.7                                                    | —                                                       | 0.0789                                                  | 12.9                                                    | 0.12                                                    | —                                                       | Radialhastighet                                         | 2019                                                    |                          |  |
| Lalande 21185#    | 8.304            | 7.52             | 0.46         | c                                                       | >24.7                                                   | —                                                       | 3.10                                                    | 3,190                                                   | 0.14                                                    | —                                                       | Radialhastighet                                         | 2021                                                    |                          |  |
| Epsilon Eridani   | 10.489           | 3.73             | 0.781        | Ægir                                                    | 248                                                     | —                                                       | 3.48                                                    | 2,692                                                   | 0.07                                                    | 89                                                      | Radialhastighet                                         | 2000                                                    |                          |  |
| Lacaille 9352#    | 10.724           | 7.34             | 0.489        | b                                                       | >4.2                                                    | —                                                       | 0.068                                                   | 9.26                                                    | 0.03                                                    | —                                                       | Radialhastighet                                         | 2019                                                    | en kandidat              |  |
| Lacaille 9352#    | 10.724           | 7.34             | 0.489        | c                                                       | >7.6                                                    | —                                                       | 0.120                                                   | 21.8                                                    | 0.03                                                    | —                                                       | Radialhastighet                                         | 2019                                                    | en kandidat              |  |
| Ross 128          | 11.007           | 11.1             | 0.168        | b↑                                                      | >1.4                                                    | —                                                       | 0.0496                                                  | 9.87                                                    | 0.12                                                    | —                                                       | Radialhastighet                                         | 2017                                                    |                          |  |
| Groombridge 34 A# | 11.619           | 8.1              | 0.38         | b                                                       | >3.03                                                   | —                                                       | 0.072                                                   | 11.4                                                    | 0.094                                                   | ~61?                                                    | Radialhastighet                                         | 2014                                                    |                          |  |
| Groombridge 34 A# | 11.619           | 8.1              | 0.38         | c                                                       | >36                                                     | —                                                       | 5.4                                                     | 7,600                                                   | 0.27                                                    | ~61?                                                    | Radialhastighet                                         | 2018                                                    |                          |  |
| Epsilon Indi A    | 11.867           | 4.83             | 0.762        | b                                                       | 1030                                                    | —                                                       | 11.55                                                   | 16,500                                                  | 0.26                                                    | 64.25                                                   | Radialhastighet                                         | 2018                                                    |                          |  |
| Tau Ceti#         | 11.912           | 3.50             | 0.78         | g                                                       | >1.75                                                   | —                                                       | 0.133                                                   | 20.0                                                    | 0.06                                                    | ~35?                                                    | Radialhastighet                                         | 2017                                                    |                          |  |
| Tau Ceti#         | 11.912           | 3.50             | 0.78         | h                                                       | >1.8                                                    | —                                                       | 0.243                                                   | 49.4                                                    | 0.23                                                    | ~35?                                                    | Radialhastighet                                         | 2017                                                    |                          |  |
| Tau Ceti#         | 11.912           | 3.50             | 0.78         | e                                                       | >3.9                                                    | —                                                       | 0.538                                                   | 163                                                     | 0.18                                                    | ~35?                                                    | Radialhastighet                                         | 2017                                                    |                          |  |
| Tau Ceti#         | 11.912           | 3.50             | 0.78         | f                                                       | >3.9                                                    | —                                                       | 1.33                                                    | 640                                                     | 0.16                                                    | ~35?                                                    | Radialhastighet                                         | 2017                                                    |                          |  |
| Gliese 1061#      | 11.984           | 7.52             | 0.113        | b                                                       | >1.4                                                    | —                                                       | 0.021                                                   | 3.20                                                    | <0.31                                                   | —                                                       | Radialhastighet                                         | 2019                                                    |                          |  |
| Gliese 1061#      | 11.984           | 7.52             | 0.113        | c↑                                                      | >1.7                                                    | —                                                       | 0.035                                                   | 6.69                                                    | <0.29                                                   | —                                                       | Radialhastighet                                         | 2019                                                    |                          |  |
| Gliese 1061#      | 11.984           | 7.52             | 0.113        | d↑                                                      | >1.6                                                    | —                                                       | 0.052                                                   | 12.4                                                    | <0.54                                                   | —                                                       | Radialhastighet                                         | 2019                                                    |                          |  |
| YZ Ceti#          | 12.122           | 12.1             | 0.130        | b                                                       | >0.75                                                   | —                                                       | 0.0156                                                  | 1.97                                                    | 0.0                                                     | —                                                       | Radialhastighet                                         | 2017                                                    |                          |  |
| YZ Ceti#          | 12.122           | 12.1             | 0.130        | c                                                       | >1.2                                                    | —                                                       | 0.0209                                                  | 3.06                                                    | 0.04                                                    | —                                                       | Radialhastighet                                         | 2017                                                    |                          |  |
| YZ Ceti#          | 12.122           | 12.1             | 0.130        | d                                                       | >1.1                                                    | —                                                       | 0.0276                                                  | 4.66                                                    | 0.03                                                    | —                                                       | Radialhastighet                                         | 2017                                                    |                          |  |
| Luyten's Star#    | 12.348           | 11.94            | 0.29         | c                                                       | >1.2                                                    | —                                                       | 0.0365                                                  | 4.72                                                    | 0.12                                                    | —                                                       | Radialhastighet                                         | 2017                                                    |                          |  |
| Luyten's Star#    | 12.348           | 11.94            | 0.29         | b↑                                                      | >2.2                                                    | —                                                       | 0.090                                                   | 18.6                                                    | 0.03                                                    | —                                                       | Radialhastighet                                         | 2017                                                    |                          |  |
| Luyten's Star#    | 12.348           | 11.94            | 0.29         | d                                                       | >10.8                                                   | —                                                       | 0.712                                                   | 414                                                     | 0.17                                                    | —                                                       | Radialhastighet                                         | 2019                                                    |                          |  |
| Luyten's Star#    | 12.348           | 11.94            | 0.29         | e                                                       | >9.3                                                    | —                                                       | 0.849                                                   | 542                                                     | 0.03                                                    | —                                                       | Radialhastighet                                         | 2019                                                    |                          |  |
| Teegarden's Star# | 12.497           | 15.40            | 0.08         | b↑                                                      | >1.1                                                    | —                                                       | 0.0252                                                  | 4.91                                                    | 0                                                       | —                                                       | Radialhastighet                                         | 2019                                                    |                          |  |
| Teegarden's Star# | 12.497           | 15.40            | 0.08         | c↑                                                      | >1.1                                                    | —                                                       | 0.0443                                                  | 11.4                                                    | 0                                                       | —                                                       | Radialhastighet                                         | 2019                                                    |                          |  |
| Wolf 1061#        | 14.050           | 10.1             | 0.25         | b                                                       | >1.9                                                    | —                                                       | 0.0375                                                  | 4.89                                                    | 0.03                                                    | —                                                       | Radialhastighet                                         | 2015                                                    |                          |  |
| Wolf 1061#        | 14.050           | 10.1             | 0.25         | c↑                                                      | >3.6                                                    | —                                                       | 0.0890                                                  | 17.9                                                    | 0.03                                                    | —                                                       | Radialhastighet                                         | 2015                                                    |                          |  |
| Wolf 1061#        | 14.050           | 10.1             | 0.25         | d                                                       | >6.5                                                    | —                                                       | 0.421                                                   | 184                                                     | 0.02                                                    | —                                                       | Radialhastighet                                         | 2015                                                    |                          |  |
| TZ Arietis        | 14.578           | 12.30            | 0.14         | b                                                       | >67                                                     | —                                                       | 0.88                                                    | 771                                                     | 0.46                                                    | —                                                       | Radialhastighet                                         | 2019                                                    |                          |  |
| Gliese 687#       | 14.839           | 9.15             | 0.41         | b                                                       | >17.2                                                   | —                                                       | 0.163                                                   | 38.1                                                    | 0.17                                                    | —                                                       | Radialhastighet                                         | 2014                                                    |                          |  |
| Gliese 687#       | 14.839           | 9.15             | 0.41         | c                                                       | >16.0                                                   | —                                                       | 1.165                                                   | 728                                                     | 0.40                                                    | —                                                       | Radialhastighet                                         | 2019                                                    |                          |  |
| Gliese 674        | 14.849           | 9.38             | 0.35         | b                                                       | >11.2                                                   | —                                                       | 0.039                                                   | 4.69                                                    | 0.23                                                    | —                                                       | Radialhastighet                                         | 2007                                                    |                          |  |
| Gliese 876#       | 15.238           | 10.2             | 0.33         | d                                                       | 6.8                                                     | —                                                       | 0.0208                                                  | 1.94                                                    | 0.12                                                    | 59.5                                                    | Radialhastighet                                         | 2005                                                    |                          |  |
| Gliese 876#       | 15.238           | 10.2             | 0.33         | c                                                       | 230                                                     | —                                                       | 0.133                                                   | 30.2                                                    | 0.001                                                   | 59.5                                                    | Radialhastighet                                         | 2000                                                    |                          |  |
| Gliese 876#       | 15.238           | 10.2             | 0.33         | b                                                       | 720                                                     | —                                                       | 0.213                                                   | 61.0                                                    | 0.001                                                   | 59.5                                                    | Radialhastighet                                         | 1998                                                    |                          |  |
| Gliese 876#       | 15.238           | 10.2             | 0.33         | e                                                       | 15                                                      | —                                                       | 0.342                                                   | 125                                                     | 0.18                                                    | 59.5                                                    | Radialhastighet                                         | 2010                                                    |                          |  |
| Gliese 832        | 16.200           | 8.67             | 0.45         | b                                                       | >206                                                    | —                                                       | 3.67                                                    | 3,830                                                   | 0.06                                                    | —                                                       | Radialhastighet                                         | 2008                                                    |                          |  |
| Gliese 3323#      | 17.531           | 12.2             | 0.164        | b                                                       | >2.0                                                    | —                                                       | 0.0328                                                  | 5.36                                                    | 0.2                                                     | —                                                       | Radialhastighet                                         | 2017                                                    |                          |  |
| Gliese 3323#      | 17.531           | 12.2             | 0.164        | c                                                       | >2.3                                                    | —                                                       | 0.126                                                   | 40.5                                                    | 0.2                                                     | —                                                       | Radialhastighet                                         | 2017                                                    |                          |  |
| Gliese 251        | 18.215           | 9.65             | 0.372        | b                                                       | >4.0                                                    | —                                                       | 0.0818                                                  | 14.2                                                    | 0.10                                                    | —                                                       | Radialhastighet                                         | 2020                                                    |                          |  |
| Gliese 229 A#     | 18.791           | 8.14             | 0.58         | c↑                                                      | >7.3                                                    | —                                                       | 0.339                                                   | 122                                                     | 0.19                                                    | —                                                       | Radialhastighet                                         | 2020                                                    |                          |  |
| Gliese 229 A#     | 18.791           | 8.14             | 0.58         | b                                                       | >8.5                                                    | —                                                       | 0.898                                                   | 526                                                     | 0.10                                                    | —                                                       | Radialhastighet                                         | 2014                                                    |                          |  |
| Gliese 752 A      | 19.292           | 9.13             | 0.46         | b                                                       | >13.6                                                   | —                                                       | 0.338                                                   | 106                                                     | 0.03                                                    | —                                                       | Radialhastighet                                         | 2018                                                    |                          |  |
| 82 G. Eridani#    | 19.704           | 4.26             | 0.85         | b                                                       | >2.7                                                    | —                                                       | 0.121                                                   | 18.3                                                    | ~0                                                      | —                                                       | Radialhastighet                                         | 2011                                                    | två kandidater           |  |
| 82 G. Eridani#    | 19.704           | 4.26             | 0.85         | c                                                       | >2.4                                                    | —                                                       | 0.204                                                   | 40.1                                                    | ~0                                                      | —                                                       | Radialhastighet                                         | 2011                                                    | två kandidater           |  |
| 82 G. Eridani#    | 19.704           | 4.26             | 0.85         | d                                                       | >4.8                                                    | —                                                       | 0.350                                                   | 90                                                      | ~0                                                      | —                                                       | Radialhastighet                                         | 2011                                                    | två kandidater           |  |
| 82 G. Eridani#    | 19.704           | 4.26             | 0.85         | e                                                       | >4.8                                                    | —                                                       | 0.509                                                   | 147                                                     | 0.29                                                    | —                                                       | Radialhastighet                                         | 2017                                                    | två kandidater           |  |
| EQ Pegasi A       | 20.400           | 10.38            | 0.436        | b                                                       | 718                                                     | —                                                       | 0.643                                                   | 284                                                     | 0.35                                                    | 69.2                                                    | Astrometri                                              | 2022                                                    |                          |  |
| Gliese 581#       | 20.549           | 10.5             | 0.31         | e                                                       | >1.7                                                    | —                                                       | 0.0282                                                  | 3.15                                                    | 0.0                                                     | ~45?                                                    | Radialhastighet                                         | 2009                                                    | två tveksamma kandidater |  |
| Gliese 581#       | 20.549           | 10.5             | 0.31         | b                                                       | >16                                                     | —                                                       | 0.0406                                                  | 5.37                                                    | 0.0                                                     | ~45?                                                    | Radialhastighet                                         | 2005                                                    | två tveksamma kandidater |  |
| Gliese 581#       | 20.549           | 10.5             | 0.31         | c                                                       | >5.5                                                    | —                                                       | 0.072                                                   | 12.9                                                    | 0.0                                                     | ~45?                                                    | Radialhastighet                                         | 2007                                                    | två tveksamma kandidater |  |
| Gliese 338 B      | 20.658           | 7.0              | 0.64         | b                                                       | >10.3                                                   | —                                                       | 0.141                                                   | 24.5                                                    | 0.11                                                    | —                                                       | Radialhastighet                                         | 2020                                                    |                          |  |
| Gliese 625        | 21.131           | 10.2             | 0.30         | b                                                       | >2.8                                                    | —                                                       | 0.0784                                                  | 14.6                                                    | ~0.1                                                    | —                                                       | Radialhastighet                                         | 2017                                                    |                          |  |
| HD 219134#        | 21.336           | 5.57             | 0.78         | b                                                       | 4.7                                                     | 1.60                                                    | 0.0388                                                  | 3.09                                                    | ~0                                                      | 85.05                                                   | Radialhastighet                                         | 2015                                                    |                          |  |
| HD 219134#        | 21.336           | 5.57             | 0.78         | c                                                       | 4.4                                                     | 1.51                                                    | 0.065                                                   | 6.77                                                    | 0.062                                                   | 87.28                                                   | Radialhastighet                                         | 2015                                                    |                          |  |
| HD 219134#        | 21.336           | 5.57             | 0.78         | d                                                       | >16                                                     | —                                                       | 0.237                                                   | 46.9                                                    | 0.138                                                   | ~87?                                                    | Radialhastighet                                         | 2015                                                    |                          |  |
| HD 219134#        | 21.336           | 5.57             | 0.78         | f                                                       | >7.3                                                    | —                                                       | 0.146                                                   | 22.7                                                    | 0.148                                                   | ~87?                                                    | Radialhastighet                                         | 2015                                                    |                          |  |
| HD 219134#        | 21.336           | 5.57             | 0.78         | g                                                       | >11                                                     | —                                                       | 0.375                                                   | 94.2                                                    | 0                                                       | ~87?                                                    | Radialhastighet                                         | 2015                                                    |                          |  |
| HD 219134#        | 21.336           | 5.57             | 0.78         | h (e)                                                   | >108                                                    | —                                                       | 3.11                                                    | 2,247                                                   | 0.06                                                    | ~87?                                                    | Radialhastighet                                         | 2015                                                    |                          |  |
| LTT 1445 A#       | 22.387           | 10.53            | 0.26         | c                                                       | 1.54                                                    | 1.15                                                    | 0.0266                                                  | 3.12                                                    | <0.22                                                   | 87.43                                                   | Transitmetoden                                          | 2021                                                    |                          |  |
| LTT 1445 A#       | 22.387           | 10.53            | 0.26         | b                                                       | 2.87                                                    | 1.30                                                    | 0.0381                                                  | 5.36                                                    | <0.11                                                   | 89.68                                                   | Transitmetoden                                          | 2019                                                    |                          |  |
| Gliese 393        | 22.953           | 8.65             | 0.41         | b                                                       | >1.71                                                   | —                                                       | 0.0540                                                  | 7.03                                                    | 0.00                                                    | —                                                       | Radialhastighet                                         | 2019                                                    |                          |  |
| Gliese 667 C#     | 23.623           | 10.2             | 0.33         | b                                                       | >5.4                                                    | —                                                       | 0.049                                                   | 7.20                                                    | 0.13                                                    | ~52?                                                    | Radialhastighet                                         | 2009                                                    | fem tveksamma kandidater |  |
| Gliese 667 C#     | 23.623           | 10.2             | 0.33         | c↑                                                      | >3.9                                                    | ~1.5?                                                   | 0.1251                                                  | 28.2                                                    | 0.03                                                    | ~52?                                                    | Radialhastighet                                         | 2011                                                    | fem tveksamma kandidater |  |
| Gliese 514        | 24.878           | 9.03             | 0.53         | b                                                       | >5.2                                                    | —                                                       | 0.421                                                   | 140                                                     | 0.45                                                    | —                                                       | Radialhastighet                                         | 2022                                                    |                          |  |
| Gliese 486        | 26.351           | 11.395           | 0.32         | b                                                       | 2.8                                                     | 1.31                                                    | 0.0173                                                  | 1.47                                                    | <0.05                                                   | 88.4                                                    | Transitmetoden                                          | 2021                                                    |                          |  |
| Gliese 686        | 26.613           | 9.58             | 0.42         | b                                                       | >7.1                                                    | —                                                       | 0.097                                                   | 15.5                                                    | 0.04                                                    | —                                                       | Radialhastighet                                         | 2019                                                    |                          |  |
| 61 Virginis#      | 27.836           | 4.74             | 0.95         | b                                                       | >5.1                                                    | —                                                       | 0.0502                                                  | 4.22                                                    | ~0.1                                                    | ~77?                                                    | Radialhastighet                                         | 2009                                                    | en tveksam kandidat      |  |
| 61 Virginis#      | 27.836           | 4.74             | 0.95         | c                                                       | >18                                                     | —                                                       | 0.218                                                   | 38.0                                                    | 0.14                                                    | ~77?                                                    | Radialhastighet                                         | 2009                                                    | en tveksam kandidat      |  |
| CD Ceti           | 28.052           | 14.001           | 0.161        | b                                                       | >3.95                                                   | —                                                       | 0.0185                                                  | 2.29                                                    | 0                                                       | —                                                       | Radialhastighet                                         | 2020                                                    |                          |  |
| Gliese 785#       | 28.739           | 6.13             | 0.78         | b                                                       | >17                                                     | —                                                       | 0.32                                                    | 75                                                      | 0.13                                                    | —                                                       | Radialhastighet                                         | 2010                                                    |                          |  |
| Gliese 785#       | 28.739           | 6.13             | 0.78         | c                                                       | >24                                                     | —                                                       | 1.18                                                    | 530                                                     | ~0.3                                                    | —                                                       | Radialhastighet                                         | 2011                                                    |                          |  |
| Gliese 849#       | 28.750           | 10.4             | 0.49         | b                                                       | >270                                                    | —                                                       | 2.26                                                    | 1,910                                                   | 0.05                                                    | —                                                       | Radialhastighet                                         | 2006                                                    |                          |  |
| Gliese 849#       | 28.750           | 10.4             | 0.49         | c                                                       | >300                                                    | —                                                       | 4.82                                                    | 5,520                                                   | 0.087                                                   | —                                                       | Radialhastighet                                         | 2006                                                    |                          |  |
| Gliese 433#       | 29.605           | 9.79             | 0.48         | b                                                       | >6.0                                                    | —                                                       | 0.062                                                   | 7.37                                                    | 0.04                                                    | —                                                       | Radialhastighet                                         | 2009                                                    |                          |  |
| Gliese 433#       | 29.605           | 9.79             | 0.48         | d                                                       | >5.2                                                    | —                                                       | 0.178                                                   | 36.1                                                    | 0.07                                                    | —                                                       | Radialhastighet                                         | 2020                                                    |                          |  |
| Gliese 433#       | 29.605           | 9.79             | 0.48         | c                                                       | >32                                                     | —                                                       | 4.82                                                    | 5,090                                                   | 0.12                                                    | —                                                       | Radialhastighet                                         | 2012                                                    |                          |  |
| HD 102365 A       | 30.396           | 4.89             | 0.85         | b                                                       | >16                                                     | —                                                       | 0.46                                                    | 122                                                     | 0.34                                                    | —                                                       | Radialhastighet                                         | 2010                                                    |                          |  |
| Gliese 367        | 30.719           | 9.98             | 0.45         | b                                                       | 0.55                                                    | 0.72                                                    | 0.0071                                                  | 0.32                                                    | 0                                                       | 80.75                                                   | Transitmetoden                                          | 2021                                                    |                          |  |
| Gliese 357#       | 30.776           | 10.9             | 0.34         | b                                                       | 6.1                                                     | 1.17                                                    | 0.035                                                   | 3.93                                                    | 0.02                                                    | 88.92                                                   | Transitmetoden                                          | 2019                                                    |                          |  |
| Gliese 357#       | 30.776           | 10.9             | 0.34         | c                                                       | >3.6                                                    | —                                                       | 0.061                                                   | 9.13                                                    | 0.04                                                    | ~89?                                                    | Radialhastighet                                         | 2019                                                    |                          |  |
| Gliese 357#       | 30.776           | 10.9             | 0.34         | d↑                                                      | >7.7                                                    | —                                                       | 0.204                                                   | 55.7                                                    | 0.03                                                    | ~89?                                                    | Radialhastighet                                         | 2019                                                    |                          |  |
| Gliese 176        | 30.937           | 10.1             | 0.45         | b                                                       | >8.0                                                    | —                                                       | 0.066                                                   | 8.77                                                    | 0.08                                                    | —                                                       | Radialhastighet                                         | 2007                                                    | en tveksam kandidat      |  |
| Gliese 3512#      | 30.976           | 13.11            | 0.123        | b                                                       | >147                                                    | —                                                       | 0.338                                                   | 204                                                     | 0.44                                                    | —                                                       | Radialhastighet                                         | 2019                                                    |                          |  |
| Gliese 3512#      | 30.976           | 13.11            | 0.123        | c                                                       | >54                                                     | —                                                       | >1.2                                                    | >1390                                                   | —                                                       | —                                                       | Radialhastighet                                         | 2019                                                    |                          |  |
| AU Microscopii#   | 31.683           | 8.63             | 0.50         | b                                                       | 17                                                      | 4.38                                                    | 0.0645                                                  | 8.463                                                   | 0.10                                                    | 89.03                                                   | Transitmetoden                                          | 2020                                                    |                          |  |
| AU Microscopii#   | 31.683           | 8.63             | 0.50         | c                                                       | <28                                                     | 3.51                                                    | 0.1101                                                  | 18.86                                                   | 0                                                       | 88.62                                                   | Transitmetoden                                          | 2020                                                    |                          |  |
| Gliese 436        | 31.882           | 10.67            | 0.41         | b                                                       | 21.4                                                    | 4.33                                                    | 0.0280                                                  | 2.64                                                    | 0.15                                                    | 85.8                                                    | Radialhastighet                                         | 2004                                                    | en kandidat              |  |
| Gliese 49         | 32.158           | 8.9              | 0.57         | b                                                       | >16.4                                                   | —                                                       | 0.106                                                   | 17.3                                                    | 0.03                                                    | —                                                       | Radialhastighet                                         | 2019                                                    |                          |  |
| HD 260655#        | 32.608           | 9.77             | 0.439        | b                                                       | 2.14                                                    | 1.240                                                   | 0.0293                                                  | 2.780                                                   | 0.039                                                   | 87.35                                                   | Transitmetoden                                          | 2022                                                    |                          |  |
| HD 260655#        | 32.608           | 9.77             | 0.439        | c                                                       | 3.09                                                    | 1.533                                                   | 0.0475                                                  | 5.706                                                   | 0.038                                                   | 87.79                                                   | Transitmetoden                                          | 2022                                                    |                          |  |